# Bahnhof Wien Heiligenstadt
Der Bahnhof Wien Heiligenstadt ist ein Bahnhof, Eisenbahnknoten und ehemaliger Schnellzughalt im Norden Wiens, der die Franz-Josefs-Bahn mit der Vorortelinie verknüpft. Es verkehren RegionalExpress-Züge (REX) ins Waldviertel, in die Gegenrichtung sind es nur noch zwei Stationen bis zum Franz-Josefs-Bahnhof. Es halten die S-Bahn-Linien S40 (Richtung Franz-Josefs-Bahnhof und Tulln bzw. St. Pölten Hbf) und S45 (Richtung Handelskai und Hütteldorf), die U-Bahn-Linie U4 sowie regionale und städtische Buslinien. Die Station steht ebenso wie große Abschnitte der Vorortelinie unter Denkmalschutz (Listeneintrag).

## Linien im Verkehrsverbund Ost-Region

### ÖBB-Regionalverkehr
| Linie | Verlauf | Takt (min)              | Anmerkungen                                                |
| ----- | --- | ----------------------- | ---------------------------------------------------------- |
| R40   | Wien Franz-Josefs-Bahnhof – Wien Heiligenstadt – Klosterneuburg – St.Andrä-Wördern | ≈30                     | nur Werktags (außer Samstag), dient als Verstärker der S40 |
| REX41 | Wien Franz-Josefs-Bahnhof – Wien Heiligenstadt – Absdorf-Hippersdorf – Sigmundsherberg – Gmünd – České Velenice                                                                        | ≈60/≈120 (bis Gmünd NÖ) | zur Stoßzeit alle 30/60 min in Lastrichtung                |
| REX4  | Wien Franz-Josefs-Bahnhof – Wien Heiligenstadt – Absdorf-Hippersdorf – Krems an der Donau                                                                                              | ≈60                     | zur Stoßzeit alle 30 min in Lastrichtung                   |
| S40   | Wien Franz-Josefs-Bahnhof – Wien Spittelau – Wien Heiligenstadt – Klosterneuburg-Kierling – Tulln – Tullnerfeld – Herzogenburg – St. Pölten Hbf \|\| ≈30/≈60 (bis St. Pölten Hbf) \|\| |                         |                                                            |

### Stadtverkehr
| Linie        | Verlauf |
| ------------ | --- |
| Vorortelinie | Wien Handelskai – Wien Heiligenstadt – Wien Oberdöbling – Wien Krottenbachstraße – Wien Gersthof – Wien Hernals – Wien Ottakring – Wien Breitensee – Wien Penzing – Wien Hütteldorf |
| U4           | Hütteldorf – Ober St. Veit – Unter St. Veit – Braunschweiggasse – Hietzing – Schönbrunn – Meidling Hauptstraße – Längenfeldgasse – Margaretengürtel – Pilgramgasse – Kettenbrückengasse – Karlsplatz – Stadtpark – Landstraße – Schwedenplatz – Schottenring – Roßauer Lände – Friedensbrücke – Spittelau – Heiligenstadt |
| D            | Absberggasse – Hauptbahnhof Ost – Quartier Belvedere – Oper, Karlsplatz – Ring, Volkstheater – Schottentor – Franz-Josefs-Bahnhof – Spittelau – Heiligenstadt, 12.-Februar-Platz – Nußdorf – Beethovengang |
| 5B           | Heiligenstadt – Jägerstraße – Taborstraße – Praterstern |
| 10A          | Heiligenstadt – Gersthof – Johnstraße – Schönbrunn – Meidling Hauptstraße – Niederhofstraße |
| 11A          | Stadion – Vorgartenstraße – Friedrich-Engels-Platz – Handelskai – Heiligenstadt |
| 38A          | Heiligenstadt – Grinzing – Kahlenberg – (Leopoldsberg) |
| 39A          | Heiligenstadt – Oberdöbling – Sievering – (Neustift am Walde, Agnesgasse) |
| N36          | Nußdorfer Straße – Spittelau – Heiligenstadt – Nußdorfer Platz (ASTAX-Verkehr) |
| 400          | Heiligenstadt – Nussdorf – Gewerbegebiet – Klosterneuburg-Weidling – Klosterneuburg-Kierling – Maria Gugging |

## Geschichte

### Eröffnung für die Dampfstadtbahn

Wagner`sches Aufnahmsgebäude von 1898, im Zweiten Weltkrieg zerstört

Innenansicht des ersten Aufnahmsgebäudes

Als die Franz-Josefs-Bahn 1870 Wien erreichte, existierte in Heiligenstadt noch keine Bahnstation. Erst im Zuge der Detailplanungen für die Wiener Dampfstadtbahn entschieden sich die Planer, im Norden der Hauptstadt deren Vorortelinie, Gürtellinie und Donaukanallinie miteinander sowie mit der Staatsbahn zu verknüpfen. So entstand bis zur Inbetriebnahme am 11. Mai 1898 ein großer Eisenbahnknoten mit einem Hausbahnsteig und vier Mittelbahnsteigen, der von der für die Stadtbahn zuständigen Commission für Verkehrsanlagen in Wien und den k.k. Staatsbahnen als Gemeinschaftsbahnhof betrieben wurde. Die Bahnsteigbelegung war wie folgt:
- Perron I: Richtung Absdorf, Krems, Gmünd, Eger und Prag
- Perron II: Richtung Wien Franz-Josefs-Bahnhof
- Perron III: Richtung Hütteldorf-Hacking via Vorortelinie
- Perron IV: Richtung Hütteldorf-Hacking via Gürtellinie und Stadtbahnzüge Richtung Tulln
- Perron V: Richtung Hauptzollamt und Klein-Schwechat

Heiligenstadt war dabei die einzige Station im engeren Netz der Stadtbahn, die an einer bereits vorhandenen Strecke neu eingerichtet wurde. Ihr Bau war vergleichsweise aufwändig, da sowohl die Gürtellinie als auch die Vorortelinie im Einfahrtsbereich auf den sogenannten Stadtbahnbögen zunächst niveaufrei die Franz-Josefs-Bahn überbrücken. Das große Heiligenstädter Aufnahmsgebäude gestaltete, wie alle anderen Stadtbahnstationen auch, der Architekt Otto Wagner, es konnte schon im Oktober 1895 baulich fertiggestellt werden.
Zusammen mit dem Bahnhof Hütteldorf-Hacking gehörte Heiligenstadt zu den beiden betrieblich bedeutendsten Stationen der Stadtbahn, ferner war sie eine von vier sogenannten Dispositionsstationen im Stadtbahnnetz. So befanden sich in Heiligenstadt unter anderem ein k.k. Bahnbetriebsamt, eine k.k. Heizhausleitung, eine Telegraphen-Controlstation sowie ein 19-ständiger Ringlokschuppen mit Hilfswerkstätte. Die Versorgung der Dampflokomotiven mit Donaukanalwasser erfolgte durch den Brunnen der k.k. Elektrizitätswerke. Hierbei pumpte eine Windmotor-Anlage das Wasser 600 Meter weit in einen etwa 40 Meter höher liegenden Behälter im Bereich der Hohen Warte. Dort erhielt es dank der Fallhöhe ausreichend hohen Druck, um den Wasservorrat der Maschinen schnellstmöglich zu ergänzen. Das im Mai 1901 in Betrieb genommene Stellwerk steuerte 79 Weichenantriebe, 19 Signalantriebe und 18 Fahrstraßen.

### Adaptierung für die elektrische Stadtbahn

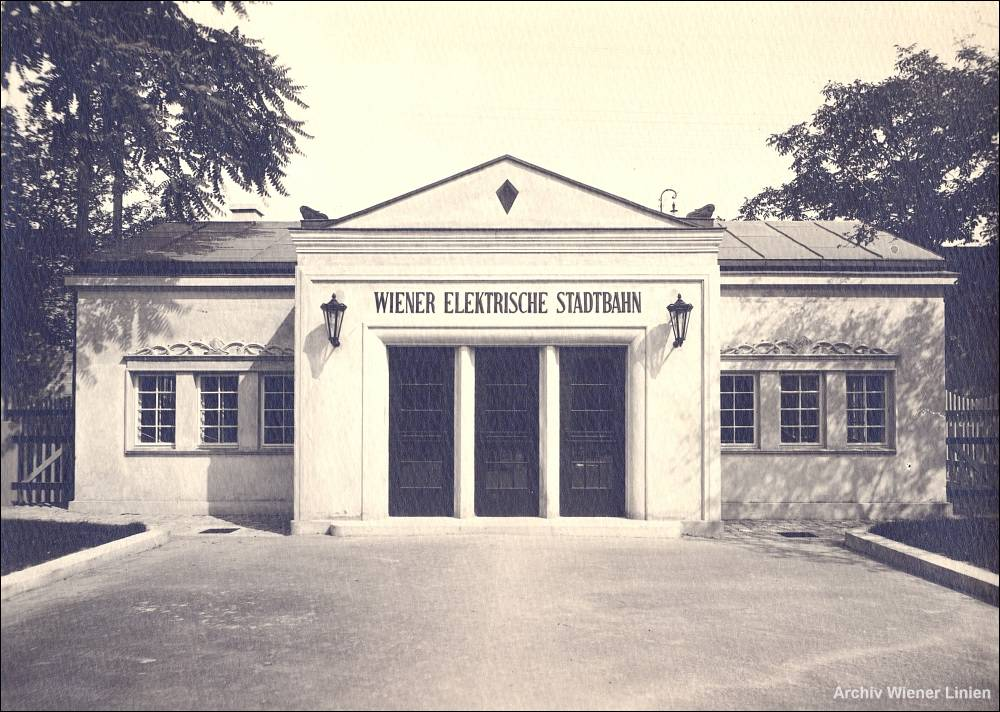
Zusätzliches Aufnahmsgebäude der elektrischen Stadtbahn aus dem Jahr 1925

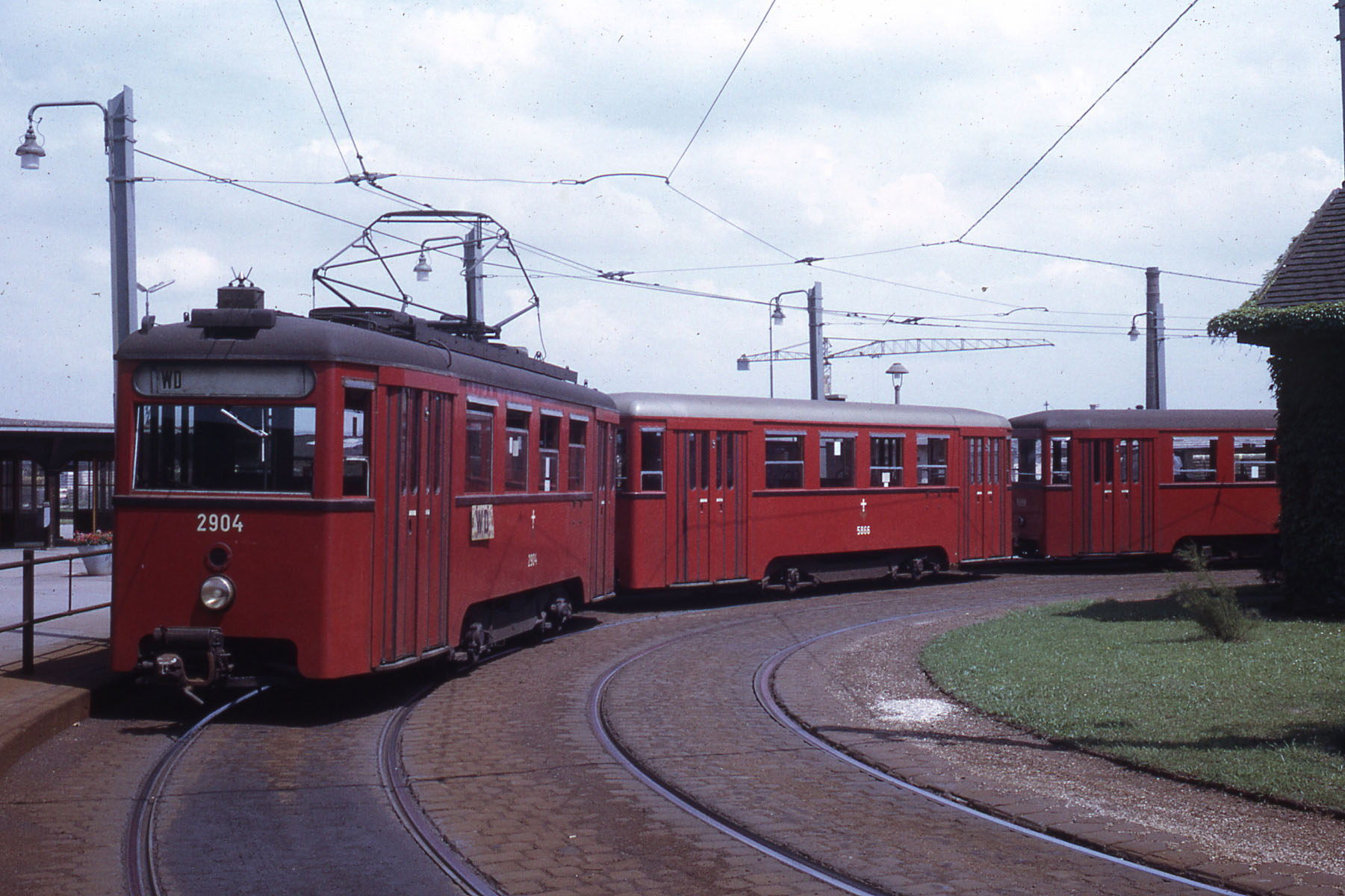
Wendeschleife der elektrischen Stadtbahn, 1970

Während die Vorortelinie noch bis 1932 als Dampfstadtbahn verkehrte, wurden die Gürtellinie und die Donaukanallinie 1918 wegen Kohlemangels eingestellt. Ersatzweise bediente ab dem 22. Juli 1925 die kommunal geführte Wiener Elektrische Stadtbahn Heiligenstadt. Neben den reinen Stadtbahnlinien endete ab dem 20. Oktober 1925 auch die, 1945 wieder eingestellte, kombinierte Straßen- und Stadtbahnlinie 18G hier, die eine Direktverbindung zum Südostbahnhof bot.
Für die von der Gemeinde Wien – städtische Straßenbahnen (WStB) betriebene elektrische Stadtbahn wurde der Bahnhof Heiligenstadt umfangreich umgebaut. Die Gürtellinie und die Donaukanallinie wurden damals von den Gleisanlagen der Staatsbahn getrennt, die Stadtbahn erhielt eine großzügige Wendeschleife mit einem Radius von 22 Metern. Diese hatte ein Überholgleis, wurde im Uhrzeigersinn befahren und besaß einen 156,5 Meter langen Ankunftsbahnsteig sowie einen 184,5 Meter langen Abfahrtsbahnsteig.
Die Schleife umrundete den ebenfalls neuen Betriebsbahnhof. In ihm standen der elektrischen Stadtbahn von Beginn an insgesamt neun Hallengleise mit einer Kapazität für 102 Zweiachser zur Verfügung, zusätzlich existierte auf dem Gelände ein Stumpfgleis samt Starkstromanschluss für einen der beiden Umformerwagen. Für die Stadtbahn ließ die Gemeinde Wien ein eigenes Aufnahmsgebäude errichten, seine Anschrift lautete Boschstraße 2. Zusätzlich war die Anlage eines fünf Meter breiten und durchschnittlich drei Meter hohen Fußgängertunnels notwendig, der die neue Stadtbahnstation, unter den Gleisen der Franz-Josefs-Bahn und der Vorortelinie hindurch, direkt mit dem neuen Aufnahmsgebäude verband. Im Nachhinein erwiesen sich die Heiligenstädter Stadtbahnschalter jedoch bei hohem Andrang, zum Beispiel bei Fußballspielen, als etwas zu klein dimensioniert. Deshalb fügte die Gemeinde Wien im April 1926 nachträglich sechs freistehende Kassahütten hinzu.
Der Betriebsbahnhof Heiligenstadt blieb ab dem 13. März 1945 aufgrund der schweren Bombardierung vom Vortag dauerhaft geschlossen, das Areal diente dann ab 1954 als Freiluftabstellanlage. Die nach dem Luftangriff auf den Bahnhof Heiligenstadt dort verbliebenen Stadtbahnwagen waren alle mehr oder minder stark beschädigt, sie wurden im Herbst 1945 von der United States Army auf Straßenrollern zur nahe gelegenen Straßenbahnhaltestelle Gunoldstraße – von wo aus sie auf eigener Achse abfahren konnten – beziehungsweise direkt in die Hauptwerkstätte gebracht.
Infolge der schweren Zerstörungen im Zweiten Weltkrieg konnten erst ab dem 18. September 1954 wieder Stadtbahnzüge nach Heiligenstadt fahren. Im Zuge des Wiederaufbaus entstand im Einfahrtsbereich der Endstation ein Überwerfungsbauwerk, welches zeitgleiche Ankünfte aus Richtung Donaukanallinie und Abfahrten in Richtung Gürtellinie zuließ. Es ersetzte die betrieblich sehr hinderliche Niveaugleiskreuzung dort.

### Adaptierung für S-Bahn und U-Bahn
Mit der Integration der Franz-Josefs-Bahn in den Schnellbahnverkehr wurde auch Heiligenstadt ab 1965 von diesem, heute S-Bahn genannten, Verkehrsmittel bedient. Später wurde dieser Verbindung die Liniennummer S40 zugeteilt. 1987 kam durch die Wiederinbetriebnahme der Vorortelinie noch die S45 hinzu. Sie endete zunächst in Heiligenstadt, wurde aber 1993 zum Handelskai verlängert.
Seit 8. Mai 1976 wird Heiligenstadt auch von der U4 bedient, neben der Friedensbrücke gehörte Heiligenstadt zu den ersten beiden Wiener U-Bahn-Stationen überhaupt. Damals verlor die Stadtbahn ihre Wendeschleife, die verbliebene Linie G endete fortan stumpf am bisherigen Ankunftsbahnsteig. Zum 7. Oktober 1989 wurde die Linie G in U6 umbenannt, womit der Stadtbahnbetrieb endete. Mit Inbetriebnahme der Neubaustrecke nach Floridsdorf und der Verkehrsstation Wien Spittelau endete der U6-Betrieb in Heiligenstadt, deren letzter Zug erreichte Heiligenstadt am 30. April 1996, und der Abschnitt Abzweigstelle Nußdorfer Straße–Heiligenstadt der Gürtellinie wurde stillgelegt. Anschließend wurden die Bahnsteige der U6 für den Betrieb der U4 umgebaut und eine Wendeanlage mit der Möglichkeit zur fahrerlosen Kehrfahrt eingerichtet.

## Bahnhofshalle
In der Bahnhofshalle sind einige Geschäfte und die Fahrkartenschalter der Österreichischen Bundesbahnen untergebracht. Bei den Abgängen der Linie U4 befindet sich eine Bäckerei. Außerdem gibt es Fahrkartenautomaten.

## Bahnsteige
Der Bahnhof verfügt über fünf Bahnsteige, von denen aber im Normalfall nur vier genutzt werden. An den Bahnsteigen 1 und 2 halten die Züge der Franz-Josefs-Bahn, an den Bahnsteigen 3 und 4 jene der Linie S45. Der Kopfbahnsteig 5 wird nur für Sonderzüge genutzt. Die Linie U4 verfügt über vier eigene Bahnsteige.

## Umbau
Der Bahnhof wurde im Rahmen der Bahnhofsoffensive zwischen Dezember 2006 und Juli 2008 modernisiert und behindertengerecht ausgestattet.
Die ÖBB-Infrastruktur Bau AG konnte den Umbau bis Mai 2008 zu Ende führen. Offiziell wurde der sanierte Bahnhof am 18. Juli 2008, genau 110 Jahre nach seiner Inbetriebnahme, feierlich eröffnet.
Die ÖBB-Bahnsteige weisen seit ihrem Umbau folgende Längen auf:
| Bahnsteig | Länge |
| --------- | ----- |
| 1         | 202 m |
| 2         | 330 m |
| 3         | 270 m |
| 4         | 383 m |
| 5         | 160 m |

Von 2. Juli 2018 bis 26. August 2018 wurde die U-Bahn-Station Heiligenstadt saniert. Die Linie U4 fuhr in dieser Zeit nur zwischen Spittelau und Hütteldorf.

## Trivia
1962 wurden einige Szenen des Films Flucht der weißen Hengste am Bahnhof Heiligenstadt gedreht.

## Galerie

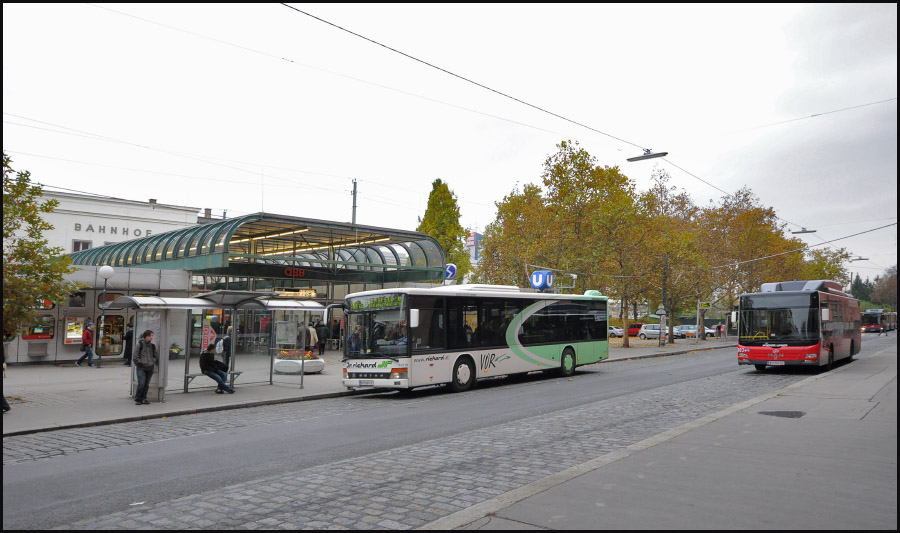
Bahnhofsvorplatz mit Bushaltestellen
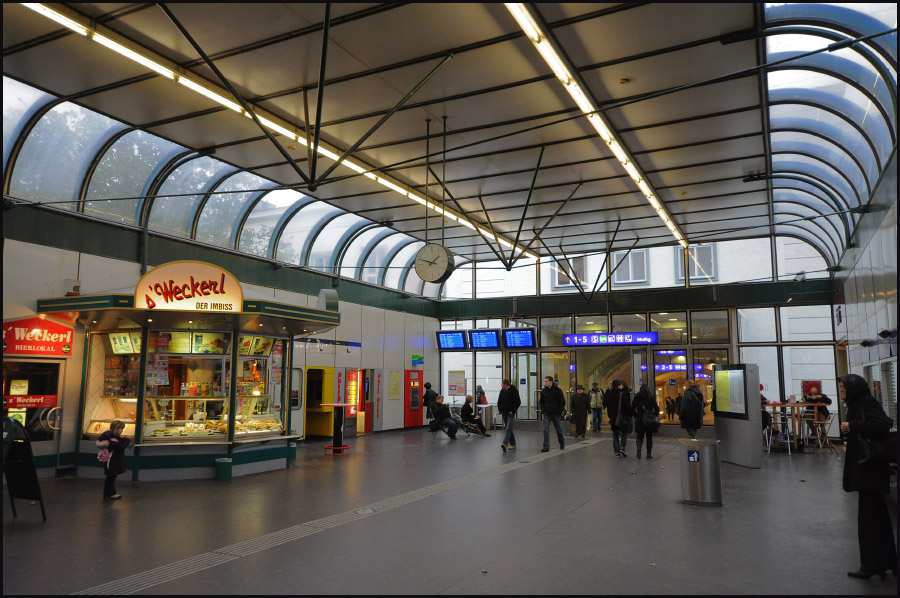
Bahnhofshalle
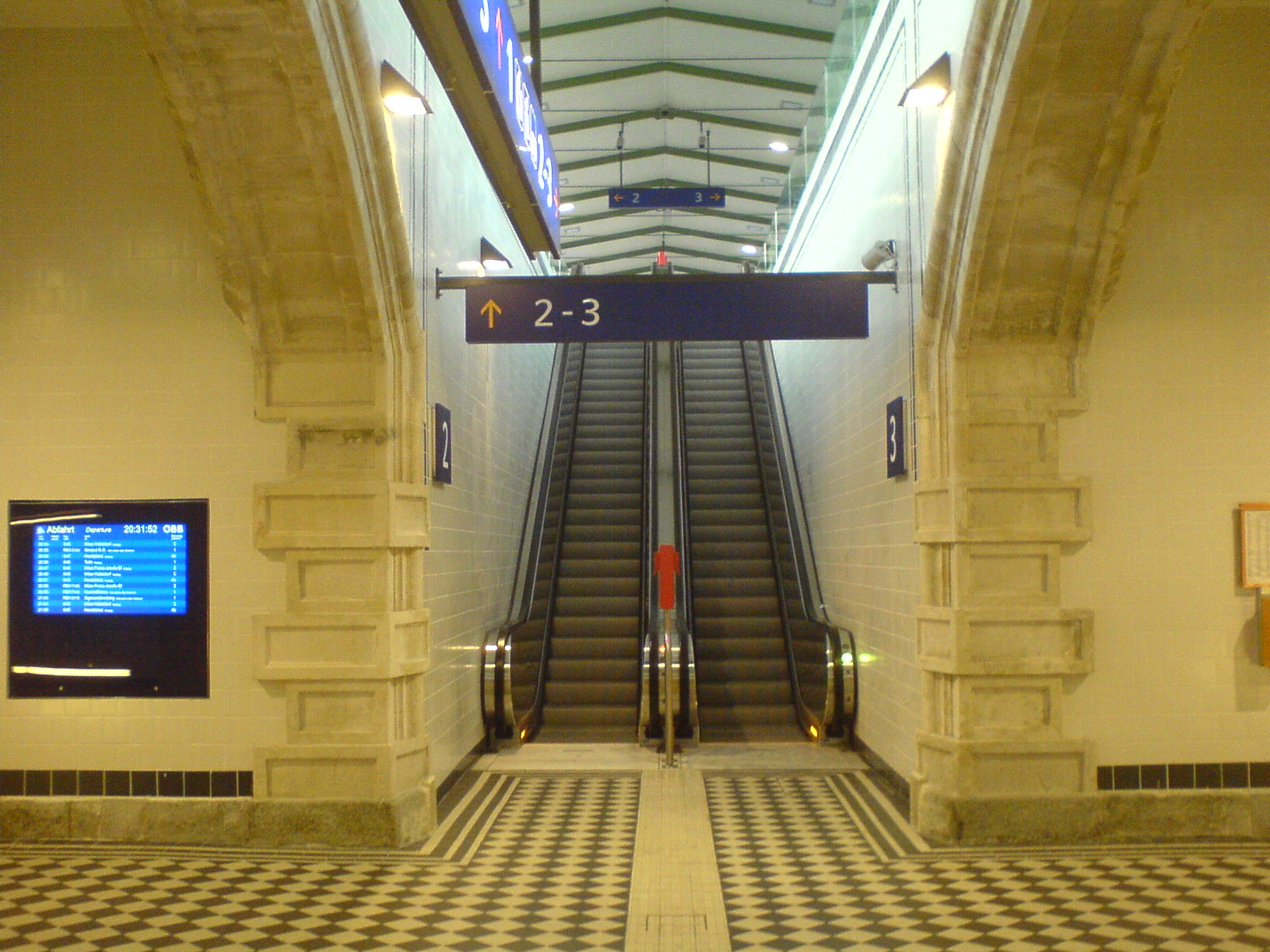
Personentunnel mit Fahrtreppe nach abgeschlossenen Sanierungsmaßnahmen
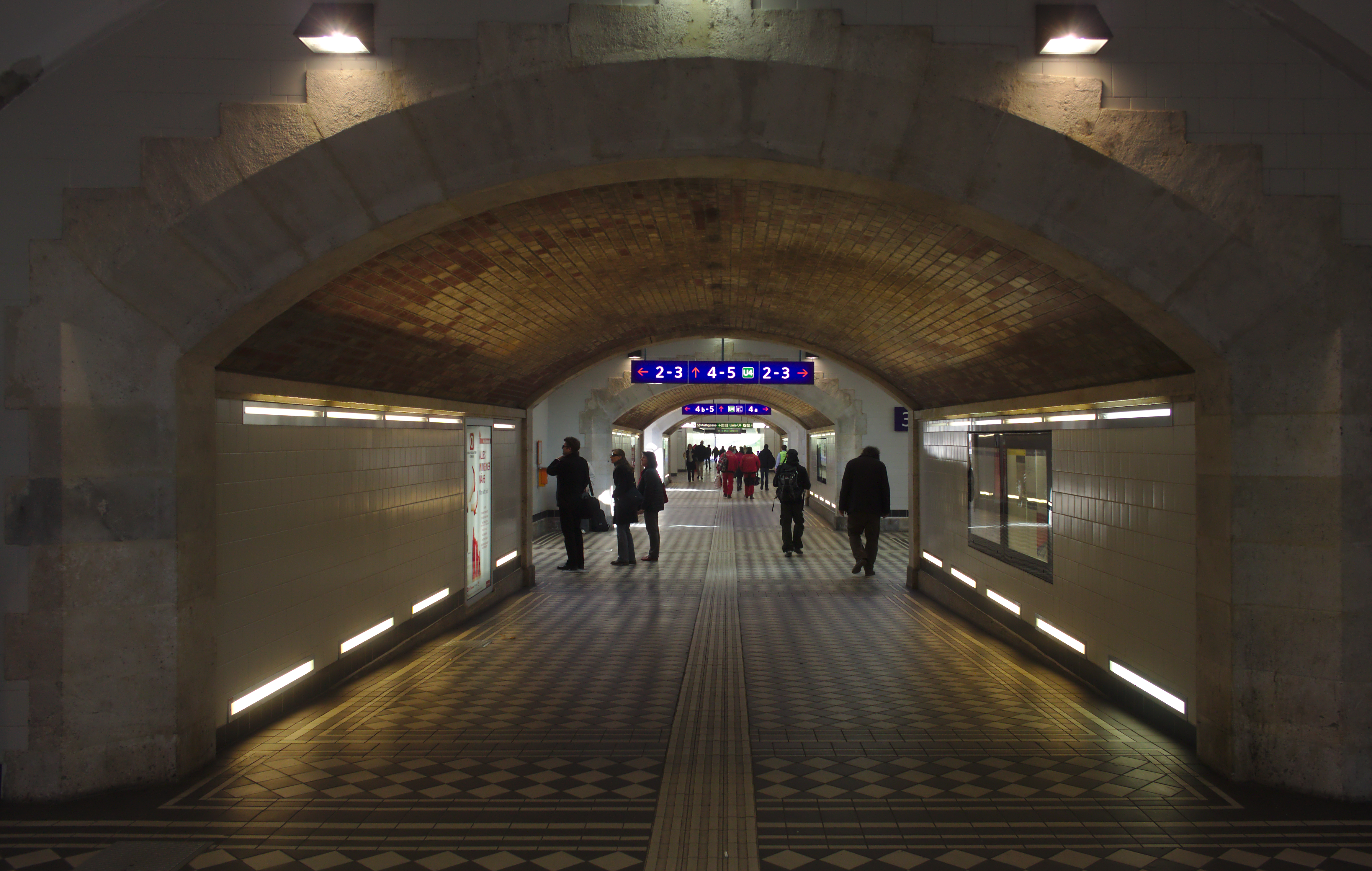
Ansicht des Personentunnels
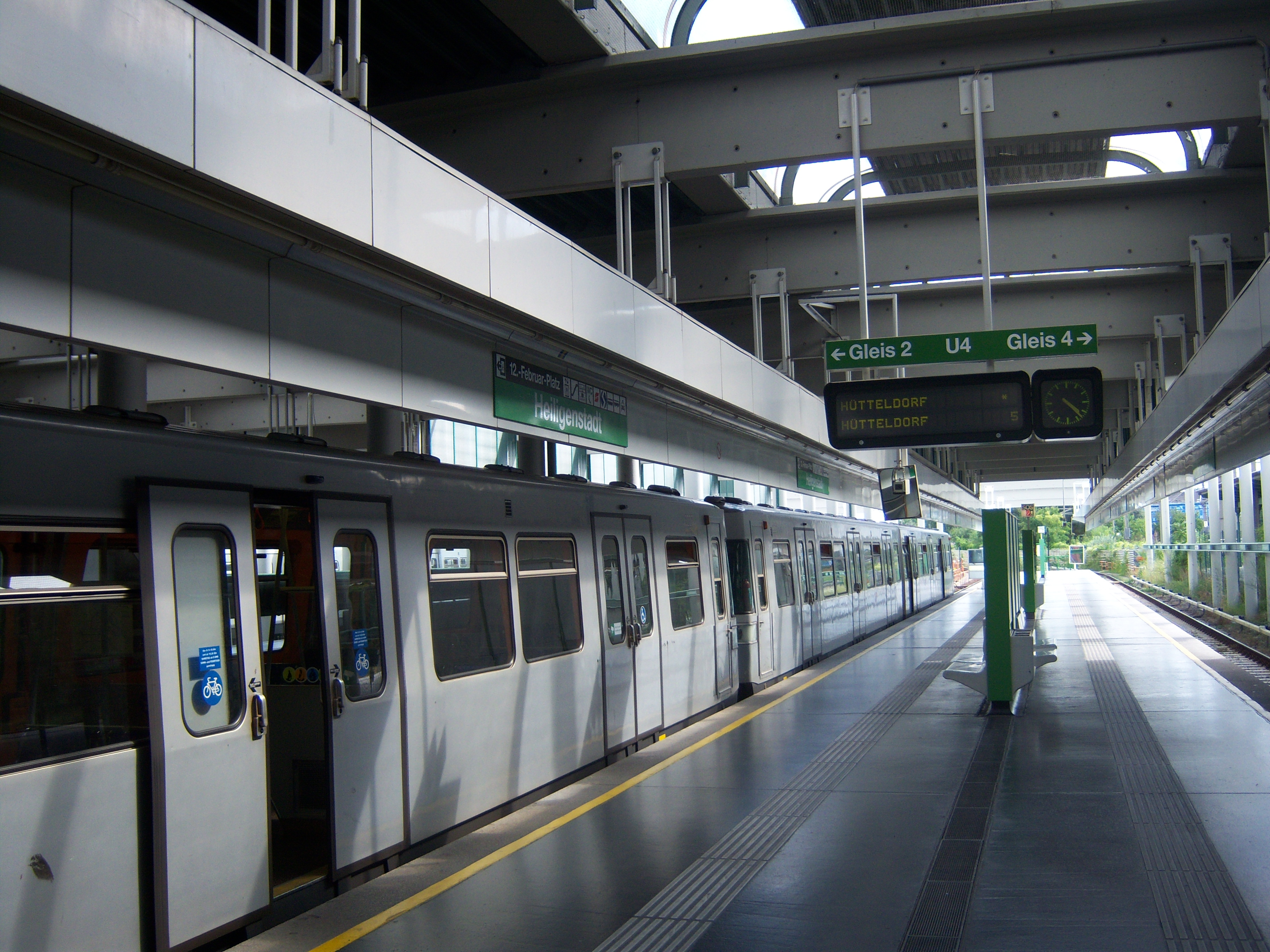
Zug der U4 auf Gleis 2
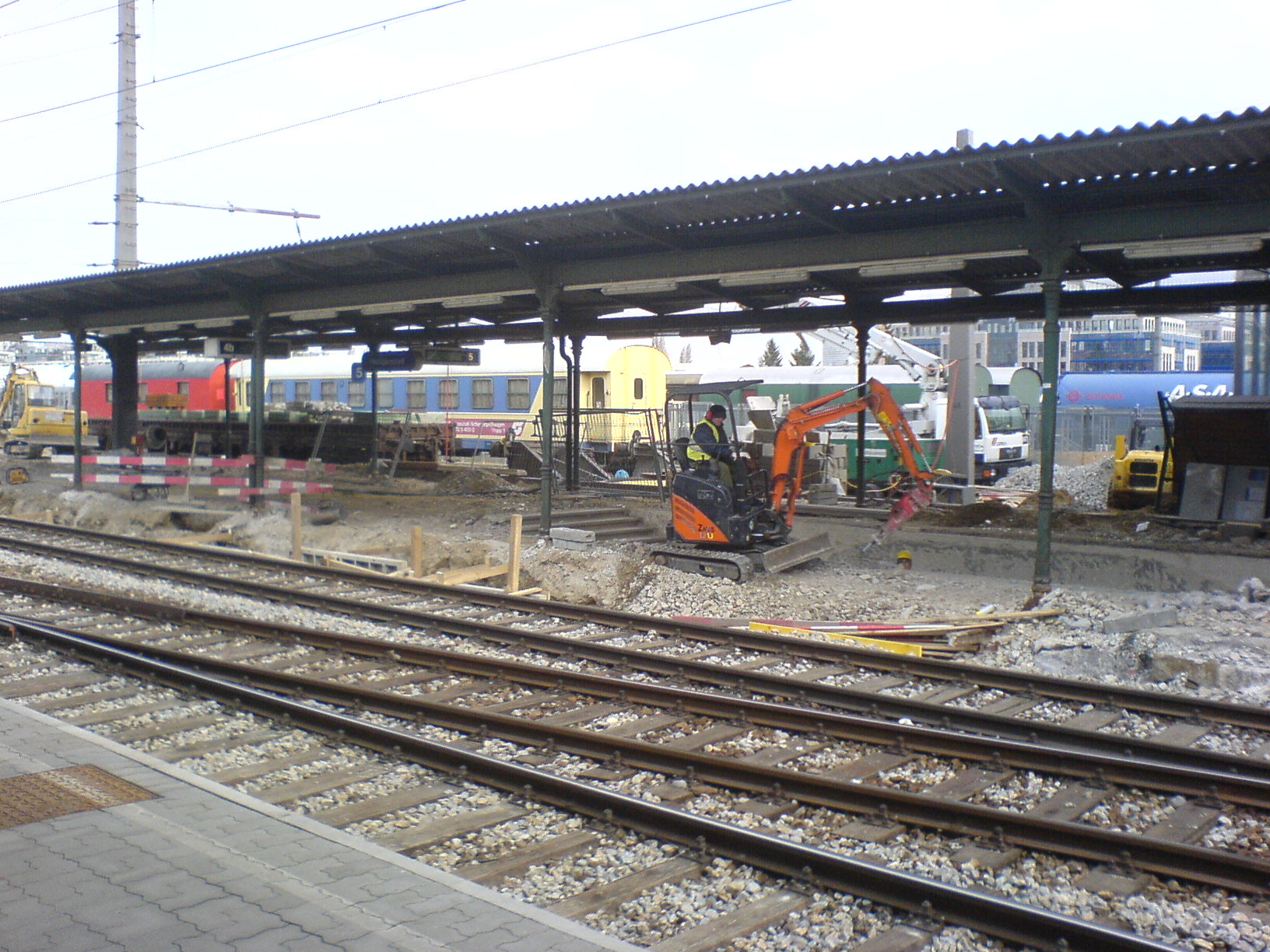
Bahnsteig 4b während der Umbauarbeiten.
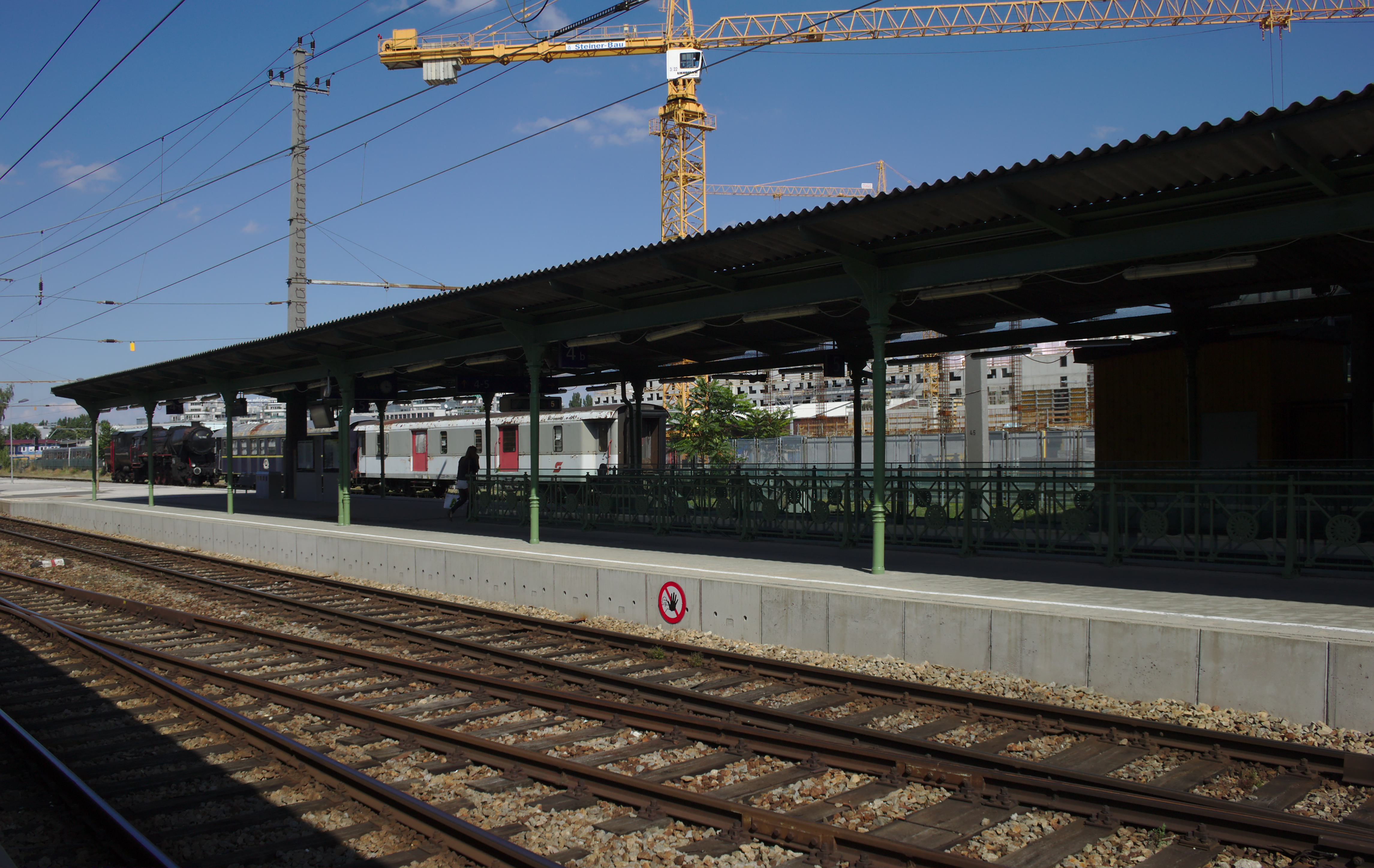
Bahnsteig 4b nach den Umbauarbeiten.